# 濱野淳 (オートレース選手)
濵野 淳（はまの じゅん、1975年6月25日 - ）は、日本のオートレース選手。福岡県出身。24期、山陽オートレース場所属。

## 選手データ
- プロフィール
  - 選手登録:1995年6月30日
  - 身長:166.6cm
  - 体重:54.9kg
  - 血液型:O型
  - 星座:水瓶座
  - 趣味:ゴルフ

- 戦歴
  - 通算優勝回数:35回
  - グレードレース（SG,GI,GII）優勝回数:15回
  - 全国区レース優勝回数、SG優勝回数:4回
  - GI優勝回数:5回
  - GII優勝回数:6回

- 受賞歴
  - 優秀選手賞:1回
  - 優秀新鋭選手賞:2回
  - 日刊三賞・敢闘賞:1回
  - 第24期選手養成所 優秀賞

## 略歴
- 1995年
  - 6月30日 - 選手登録。第24期選手養成所 優秀賞を受賞。
- 1997年 - この年のオートレース優秀選手表彰にて、優秀新鋭選手賞を受賞。
- 1998年 - この年のオートレース優秀選手表彰にて、優秀新鋭選手賞を受賞。
- 2001年
  - 5月31日 - SG第20回オールスターオートレース（川口オートレース場）でSG初制覇。当時の競走車呼名は「セオス」。競走タイムは3.333。
  - GIムーンライトチャンピオンカップ（伊勢崎オートレース場）優勝。
- 2002年
  - 11月27日 - SG第34回日本選手権オートレース（山陽オートレース場）で優勝。当時の競走車呼名は「セオス」。競走タイムは3.316。
  - GIムーンライトチャンピオンカップ（伊勢崎オートレース場）2連覇。
  - GIIさざんかカップ船橋王座争奪戦（船橋オートレース場）優勝。
  - GII3連単発売記念トライアングルフェスタ（山陽オートレース場）優勝。
  - この年のオートレース優秀選手表彰にて優秀選手賞を受賞。
- 2003年
  - 3月2日 - SG第16回全日本選抜オートレース（船橋オートレース場）で優勝。当時の競走車呼名は「セオス」。競走タイムは3.348。
  - GIムーンライトチャンピオンカップ（伊勢崎オートレース場）優勝。同一GIレースの3連覇達成。
  - GII春のスピード王決定戦（浜松オートレース場）優勝。
- 2011年
  - 12月7日 - GIIグランプリ（伊勢崎オートレース場）優勝。
- 2012年
  - 11月18日 - GIIライジングカップ（山陽オートレース場）初代優勝者に輝く
  - 12月19日 - GIスピード王決定戦（山陽オートレース場）で9年ぶりのGI制覇をすると共に地元GI初制覇。
- 2015年
  - 7月22日 - GIキューポラ杯（川口オートレース場）優勝。
  - 9月13日 - GIIライジングカップ（山陽オートレース場）3年ぶり2回目の優勝。
  - 9月23日 - オッズパーク杯SG第19回オートレースグランプリ（伊勢崎オートレース場）で優勝。当時の競走車呼名は「アモン」。競走タイムは3.384。実に12年半ぶりのSG制覇である。

## 怪物くん
1998年の日本選手権オートレース優勝戦において、優勝した当時最強の高橋貢をただ1人力強い走りで追い上げ準優勝。山陽の怪物くんと呼ばれ全国的に注目を浴びる。
2001年にはSG初制覇。以降も通算3回のSGを獲得し、同期の伊藤信夫と並び24期の中心的選手である。特に、2002年に開催されたSG第34回日本選手権オートレースでは、優勝しなければスーパースター王座決定戦には出場できないという逆境の中、試走タイム3.23を叩き出した池田政和（23期、船橋オートレース場所属）を最終周回で差し返し、優勝を飾った。

## 謹慎事件
2003年のGIムーンライトチャンピオンカップ優勝後、ある事件が発生した。最終日当日、濵野の同期である石田智之（浜松オートレース場所属）が第1レースに出走した後、第10レース終了後に参加解除の手続きを受けた。しかし、同期の濵野が決勝戦に出場する予定であったため、参加受付の際に預けていた携帯電話を受取った後も管理地区内に居残り、モニターで観戦していた。この段階までならば、単に石田の不注意で済まされる問題であった。しかし、問題はこの後に発生する。
決勝戦が終了したのを確認した石田はロッカー内のテレビモニターから離れ、ウィニングランをするために競走路退場口近くに待機していた濵野の傍に他の同僚選手らとともに駆け寄った。そして、濵野が装着していたヘルメットを受け取るなどの介添えをすると共に、祝福の言葉を掛けていた。

その際、石田が所持していた携帯電話に濵野の先輩選手（山陽オートレース場所属。この開催には非斡旋）からの電話の着信があった。この時石田は自己の携帯電話を使用して通話したのち、あろうことか、その携帯電話を濵野に手渡したのである。この開催を3連覇したこともあり、濵野は精神的に高揚していた。そんな状況の中で目の前の石田が突然携帯電話を差し出してきたので、つい反射的に携帯電話を受け取り耳に当ててしまったのである。ただ、その時は通信状態が悪く既に電話は切れていたために、通話自体はしなかった。
言うまでもなく、公営競技において開催期間中に選手や関係者が外部と連絡を取り合うことは最大のタブーである。しかも、この模様が地上波UHF局・CS中継で流れてしまったため、騒ぎは一気に広がった。日本小型自動車振興会は翌日付で濵野・石田両選手に対して斡旋保留の暫定処分を下した。
およそ一ヶ月後、日本小型自動車振興会は、濵野・石田両選手の行為は「小型自動車競走に関する業務の方法に関する規程」の「公正かつ安全な競走を行うに不適当と認められる理由があるとき」に該当すると断定し、2003年10月8日付で、両選手に対して斡旋停止処分（濵野については一ヶ月間、石田については半年間）を行った。なお、特別オートレース等出場選手選考基準に基づき、斡旋の停止を受けた選手は、その停止期間の満了後1年を経過するまでの期間は、特別オートレース等の出場選手の選考の対象から除外される。従って、濵野は向こう一年、SG競走に出走する権利自体を剥奪されたのである。

選手として最も輝き始めた時期の謹慎で、その後は急激に低迷が進んでしまった。3連覇を成し遂げたGIムーンライトチャンピオンカップも翌年は優勝できず、タイトルからは見放されている状態が続いていたが、2012年12月19日のGIスピード王決定戦で、9年ぶりにGI制覇を達成した。